# 小行星5237
小行星5237（英語：5237 Yoshikawa）是一颗围绕太阳公转的小行星。1990年10月26日，浦田武在清水町发现了此天体。
这颗小行星的绝对星等为145.5939012152575等。